# Baryon Delta
Le baryon delta (noté Δ, majuscule de la lettre grecque delta) est un baryon, une particule de la physique des particules.

## Histoire
Les états Δ ont été établis expérimentalement au cyclotron de l'université de Chicago, et au synchrocyclotron du Carnegie Institute of Technology au milieu des années 1950, en utilisant des pions positifs accélérés sur des cibles d'hydrogène. L'existence du Δ++, avec sa charge électrique inhabituelle de +2, a été un indice crucial dans le développement du modèle des quarks.

## Propriétés

### Généralités
Le baryon Δ est une combinaison de trois quarks (up ou down selon le cas, voir tableau ci-dessous) dont le spin total est égal à 3/2. Sa masse est relativement légère (pour un baryon) avec 1,232 GeV/c2.

### Désintégration
Toutes les variétés de Δ se désintègrent rapidement (6×10-24 s) en un nucléon ordinaire et un pion ; toute combinaison de nucléon et de pion dont la somme des charges électriques égale celle du Δ a autant de chance de se produire. Plus rarement, et plus lentement, le Δ+ peut se désintégrer en un proton et un photon et le Δ0 en un neutron et un photon.

### Composition
La famille delta consiste en quatre particules différentes qui se distinguent par leur charge électrique, somme de la charge de leurs quarks up (charge 2/3) et down (charge -1/3) :
| Particule | Quarks | Charge (e) | Désintégration             |
| --------- | ------ | ---------- | -------------------------- |
| Δ++       | uuu    | +2         | π+ p                       |
| Δ+        | uud    | +1         | π+ n π0 + p γ + p (rare)   |
| Δ0        | udd    | 0          | π0 + n π− + p γ + n (rare) |
| Δ−        | ddd    | −1         | π− + n                     |

Il existe également quatre antiparticules possédant une charge opposée pour chacun des Δ, et constituées des antiquarks correspondant.
Le spin 3/2 du delta signifie que les spins des quarks qui le composent possèdent leur axe pointant dans la même direction, à la différence du proton et du neutron dont le spin intrinsèque de l'un des quarks est toujours opposé aux deux autres. Cette différence de spin est le seul nombre quantique qui distingue le Δ+ et le Δ0 des nucléons, dont le spin est égal à 1/2.

## Présence dans la nature
Les baryons Delta pourraient constituer jusqu'à 10 % du cœur des magnétars,.